# Moti del Cilento (1828)

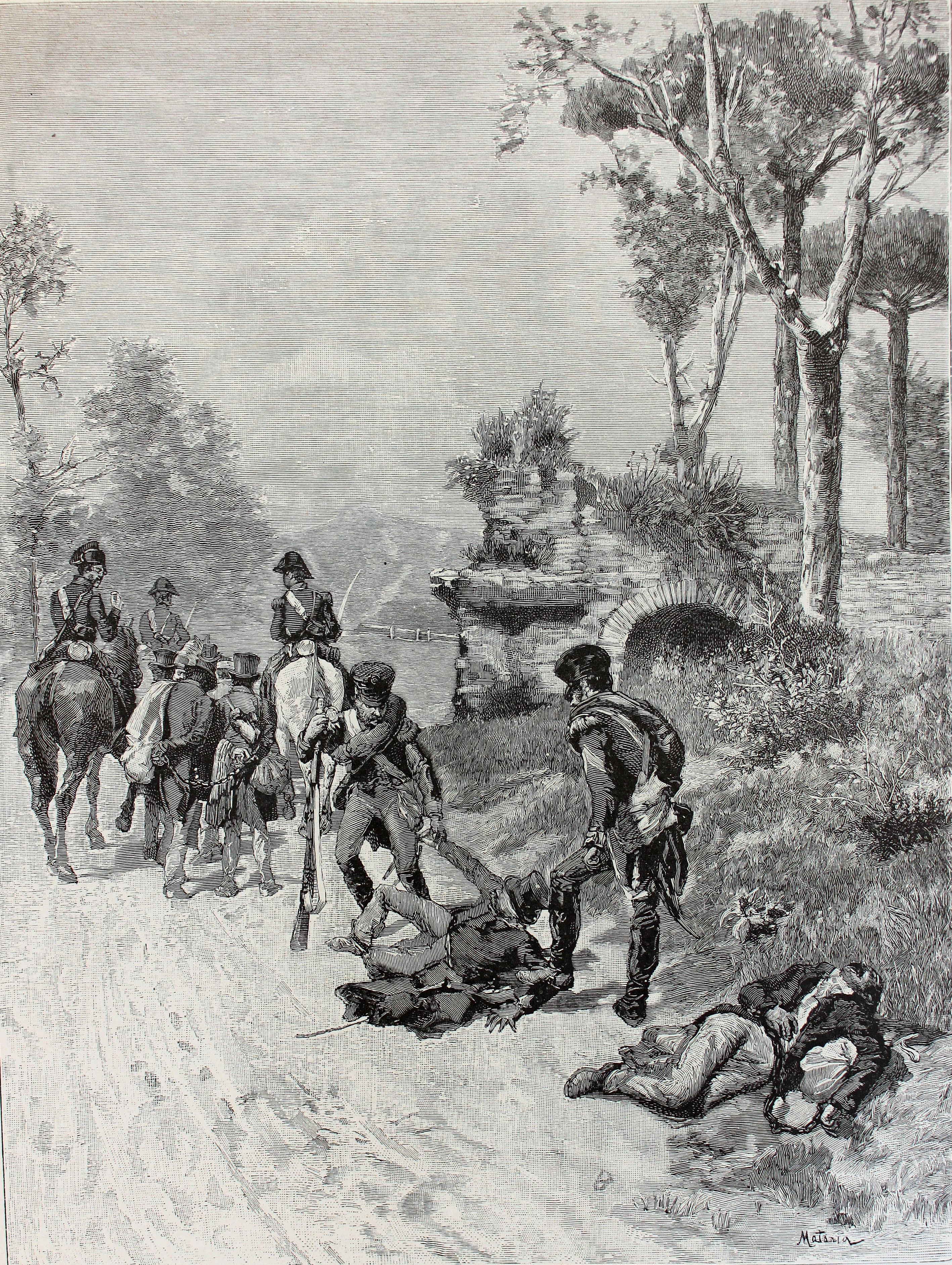
23 giugno 1829: Pasquale Rossi e i fratelli Capozzoli, arrestati a Perito dopo strenua resistenza, vengono trascinati per essere fucilati dai Borbone a Palinuro (ill. di Edoardo Matania)

I moti del Cilento furono un tentativo di insurrezione, promosso nel Cilento nell'estate 1828 da aderenti a società segrete, avente per obiettivo il ripristino della Costituzione del 1820 nel Regno delle Due Sicilie.

## Vicende storiche
Il moto fu promosso nel giugno 1828 dalla società segreta dei Filadelfi, guidata dal canonico Antonio Maria De Luca, per ottenere da Francesco I la costituzione del 1820.
Il tentativo fu soffocato nel sangue da Francesco Saverio Del Carretto nel luglio successivo. Il 28 giugno 1828, dopo una lunga marcia, i rivoltosi occuparono un piccolo forte, il fortino di Monte d'Oro, che dominava la spiaggia di Palinuro. Fu proclamato un governo provvisorio e reclamata la costituzione francese. Si sollevarono anche altri centri del Cilento, ma i Borbone intervennero con feroce efficienza. Vista la situazione, il De Luca fece disperdere le forze ma reparti dell'esercito Borbonico intervennero con forza e rasero al suolo il piccolo centro di Bosco. Il De Luca per evitare che anche il suo paese, Celle di Bulgheria, fosse distrutto si costituì.

### Premesse
I moti costituzionali del 1820 nel Regno delle Due Sicilie furono promossi dalla Carboneria, una società segreta che rappresentava nel regno meridionale gli interessi della piccola borghesia di provincia, della bassa ufficialità e dell'artigianato. Il successo dei moti spinse Ferdinando I delle Due Sicilie a concedere il 6 luglio 1820 una costituzione, sul modello della Costituzione spagnola del 1812, che tuttavia ebbe vita effimera. Pochi mesi dopo, nel congresso di Lubiana, lo stesso Ferdinando I, rinnegando la costituzione da lui giurata, chiese l'intervento delle forze della Santa Alleanza nel proprio regno perché lo aiutassero a ripristinare il regime assolutistico. Il 24 maggio 1821 l'esercito austriaco guidato dal generale Frimont, dopo aver sconfitto il 7 marzo 1821 ad Antrodoco l'esercito delle Due Sicilie guidato da Guglielmo Pepe, entrava a Napoli. Convinzione generale nelle Due Sicilie, tuttavia, era «che la Costituzione del 1820 fosse stata abrogata contro la regale volontà e che il Sovrano aspettasse solo un incoraggiamento per rimetterla in vigore».

### Preparazione
Nel 1828, a Napoli, la "Camera Alta" dei Filadelfi, una società segreta simile alla Massoneria diffusa in Irpinia e nel Cilento, aveva deliberato un'insurrezione per riavere la Costituzione del 1820 da Francesco I delle Due Sicilie. A capo della congiura il canonico Antonio Maria De Luca, un carbonaro nato a Celle di Bulgheria nel 1764, che nel breve periodo costituzionale era stato deputato al Parlamento napoletano per il distretto di Vallo della Lucania e dal 1821 era stato esiliato a Napoli. Avevano aderito alla sommossa, che avrebbe dovuto scoppiare nel periodo compreso fra il 25 maggio e il 25 giugno, elementi della Carboneria e perfino una banda di briganti, quella dei fratelli Capozzoli. Uno dei capi della congiura, Antonio Galotti, aveva tuttavia confidato i segreti della congiura a un delatore, scambiato per un confratello, un certo cavalier Carlo Iovine di Angri, il quale ne informò le autorità borboniche. Il ministro della polizia delle Due Sicilie Nicola Intonti aveva dato disposizioni per controllare con discrezione l'evolvere degli eventi. Dopo l'arresto nel Cilento di alcuni congiurati (13 giugno) il canonico De Luca fissò la data dell'insurrezione al 28 giugno.

### L'insurrezione
La notte fra il 27 e il 28 giugno 1828 il Galotti e la banda Capozzoli disarmarono le guardie comunali di Centola costringendole ad accompagnarli nel piccolo forte di Palinuro dove gli insorti ritenevano erroneamente fossero custoditi 1500 fucili, dodici cannoni e abbondanti munizioni; il bottino di Palinuro fu invece di pochi moschetti e scarsa polvere da sparo rovinata dall'umidità. Nonostante il deludente inizio, le forze ribelli ottennero l'adesione di nuovi simpatizzanti dalle varie località del Cilento. Tranne a San Giovanni a Piro, i ribelli furono accolti con entusiasmo in numerose località, soprattutto nella frazione di Bosco. A Camerota furono raggiunti da un folto gruppo di aderenti guidati dal padre cappuccino Carlo da Celle.
Nel frattempo Francesco I, il quale temeva che la rivolta fosse stata organizzata da alcuni fuoriusciti napoletani a Malta con l'obiettivo di una restaurazione murattiana, identificò nel maresciallo Del Carretto, già carbonaro e capo di Stato Maggiore nell'esercito costituzionale di Guglielmo Pepe, nel 1828 era il comandante delle Gendarmeria (e desideroso di accrescere il proprio prestigio rispetto al rivale Nicola Intonti, moderato ministro di Polizia) il più adatto a guidare la repressione. Il 1º luglio 1828 gli insorti, informati che Del Carretto stava marciando contro di loro alla testa di circa un migliaio di uomini tra gendarmi e soldati, consapevoli della mancanza di risorse necessarie per organizzare la difesa, decisero di rimettere in libertà i prigionieri e di sbandarsi.

### Epilogo

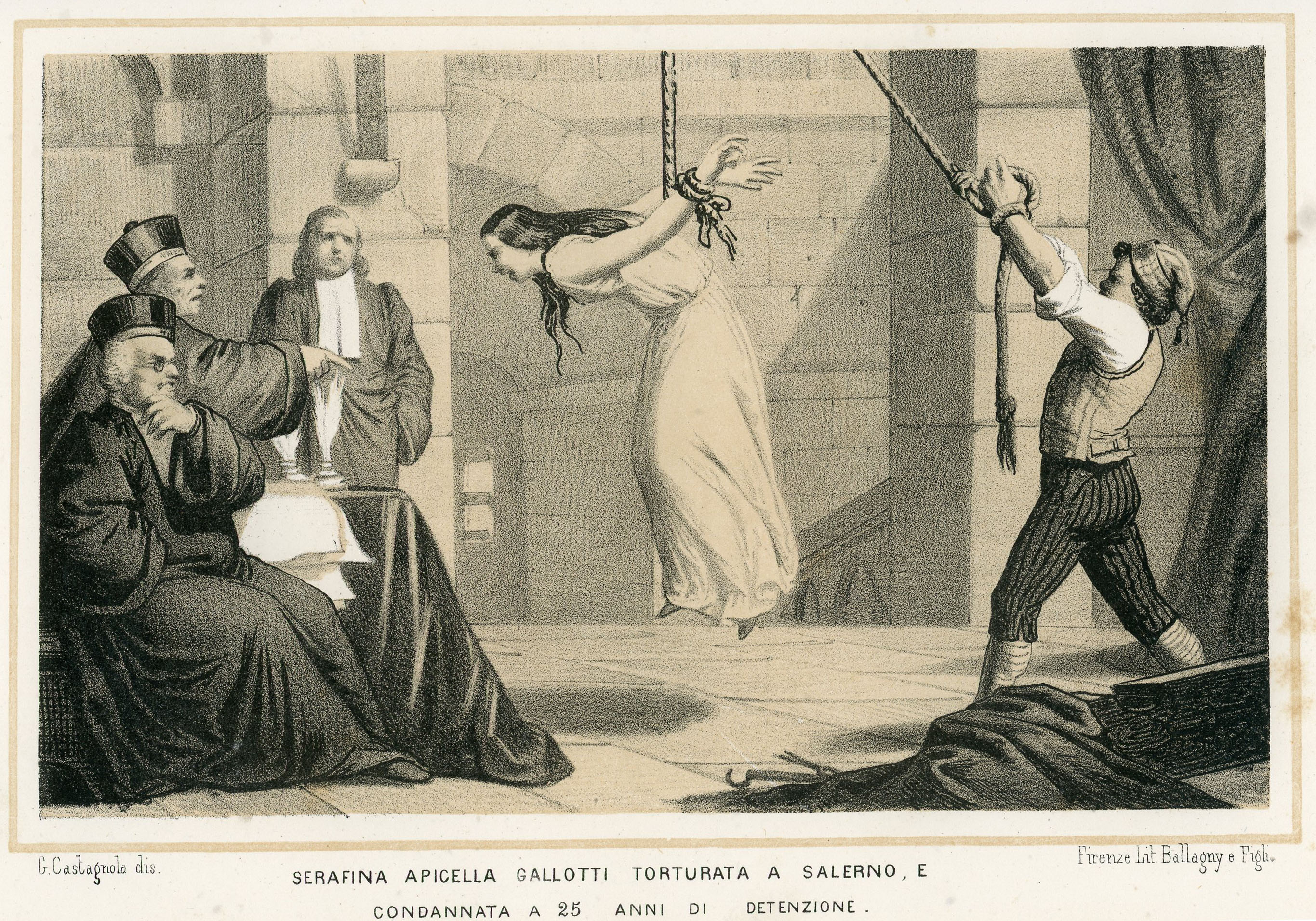
la rivoltosa salernitana Serafina Apicella -moglie di Galotti- torturata dai Borbone

Nonostante la ritirata dei rivoltosi, Del Carretto si comportò à la Manhès, con "nera asprezza": fece prendere a cannonate la frazione di Bosco, peraltro già evacuata dagli abitanti,  eseguì ventitré condanne a morte ed espose le teste degli insorti giustiziati nelle località della zona. Mentre la maggioranza degli insorti si arrese a Vallo della Lucania il 7 luglio 1828, il resto sì dette alla macchia.
Non essendo riuscito a catturare il canonico De Luca, Del Carretto minacciò di radere al suolo Celle di Bulgheria, come aveva già fatto con Bosco. De Luca, per evitare al proprio paese natale una sorte spaventosa, si costituì assieme al nipote Giovanni De Luca, anch'egli sacerdote, e ad altri otto insorti. Dopo processo sommario vennero tutti condannati a morte: gli otto laici fucilati all'alba del 19 luglio 1828, i due religiosi il 24 luglio, dopo che l'arcivescovo di Salerno Camillo Alleva li ebbe scomunicati.
Galotti, i Capozzoli e pochi altri riuscirono a fuggire in Corsica. Ritornati nel Cilento l'anno successivo, i Capozzoli vennero arrestati dopo un conflitto a fuoco il 17 giugno 1829 e, dopo un processo sommario, fucilati a Palinuro, davanti a un posto del telegrafo incendiato durante la rivolta, le loro teste mozzate furono portate in mostra nei paesi circostanti. Galotti, che era stato consegnato al Regno delle Due Sicilie da Carlo X di Francia, riuscì a scampare alla pena capitale e a tornare in Francia a causa delle proteste della borghesia francese guidata dal marchese de La Fayette, dopo la Rivoluzione di luglio.
La repressione borbonica soffocò momentaneamente il malcontento popolare contro i Borbone, che aveva scatenato i moti nel Cilento e nel Salernitano. Ma dopo un paio di decenni la rivolta si riaccese con i moti nel Cilento del 1848. Infatti altri due fratelli Capozzoli, Luigi e Gaetano, furono attivi successivamente contro i Borbone, prendendo parte ai moti cilentani del 1848: il primo morì il 26 settembre 1849 a seguito di uno scontro a fuoco, mentre il secondo, condannato alla galera, uscirà di prigione solo nel 1860, vedendosi riconoscere un vitalizio dal Regno d'Italia di Vittorio Emanuele II.